# Öl-für-Lebensmittel-Programm
Das Öl-für-Lebensmittel-Programm (englisch Oil-for-Food Programme, OFFP) wurde von den Vereinten Nationen 1995 lanciert. Das OFFP sollte es dem Irak trotz der 1990 von der UNO verordneten Wirtschaftssanktionen ermöglichen, auf dem Weltmarkt Öl gegen humanitäre Güter (insbesondere Lebensmittel und Medikamente) einzutauschen. Bis zum Ende des OFFP 2003 flossen auf diese Weise ungefähr 64 Milliarden US-Dollar und 5 Milliarden US-Dollar als Zinserträge und Wechselkursgewinne auf ein von einem UN-Büro (engl. Office of the Iraq Programme Oil-for-Food, OIP) verwaltetes Treuhandkonto. Davon wurden mehr als 38 Milliarden US-Dollar für den Kauf humanitärer Güter bewilligt. Für Reparationszahlungen an Geschädigte aus der Besetzung von Kuwait wurden 18 Milliarden US-Dollar und für weitere diverse Aktivitäten (inkl. Waffeninspektionen im Irak und Deckung der Verwaltungskosten) 3 Milliarden US-Dollar verwendet. Die verbliebenen Erlöse in der Höhe von fast 10 Milliarden US-Dollar wurden in den irakischen Entwicklungsfonds transferiert (engl. Iraqi Development Fund). Der deutsche UNO-Diplomat Hans-Christof von Sponeck leitete die Umsetzung des Öl-für-Lebensmittel-Programms vor Ort von 1998 bis 2000 in Bagdad.
Aufgrund von Korruptionsvorwürfen setzte Kofi Annan 2004 eine unabhängige Untersuchungskommission (engl. Independent Inquiry Committee;IIC) unter Leitung von Paul Volcker und den weiteren Kommissionsmitglieder Richard Goldstone und Mark Pieth ein. Die Volcker-Kommission stellt in ihrem Schlussbericht vom 27. Oktober 2005 fest, dass außerhalb des OFFP der Irak für knapp elf Milliarden US-Dollar illegal Öl verkaufen konnte. Zudem verdächtigte sie 2200 international tätige Unternehmen, Kick-backs in der Höhe von 1,8 Milliarden US-Dollar an die irakische Regierung gezahlt zu haben. Aus diesem Grund gilt das OFFP als einer der größten bekannten Korruptionsfälle der letzten Jahrzehnte. Trotzdem wurden nur in wenigen Staaten gestützt auf die von der Volcker-Kommission aufgelisteten Dokumente Strafuntersuchungen gegen Personen oder Firmen eingeleitet oder sogar Strafurteile ausgesprochen.

## Hintergrund
Das Programm wurde 1995 von der US-amerikanischen Regierung unter Bill Clinton vorgeschlagen, um dem Vorwurf zu begegnen, vor allem die Zivilbevölkerung leide unter den Wirtschaftssanktionen gegen den Irak. Diese wurden infolge des Zweiten Golfkriegs verhängt und sollten eine Entwaffnung von Saddam Hussein und dem Irak bewirken. Die Sanktionen endeten mit dem Einmarsch amerikanischer Truppen und der Machtübernahme der Koalitions-Übergangsverwaltung.

## Straftaten
Lieferanten von Waren im Rahmen des Programms wurden regelmäßig genötigt eine „Sales and after Sales services charge“ in Höhe von ca. 10 % des Warenwertes an die irakische Regierung zu entrichten, damit Lieferungen die Grenzen zum Irak passieren durften. Diese Regelung wurde auf Anordnung des irakischen Vizepräsidenten vom August 2000 eingeführt.
Es handelte sich dabei um sogenannte Kick-Back-Zahlungen, welche gegen die Resolution 986 verstießen. Nach deutschem Außenwirtschaftsrecht handelte es sich dabei um eine Straftat nach § 34 Abs. 4 AWG (Außenwirtschaftsgesetz) in Verbindung mit § 69e AWV (Außenwirtschaftsverordnung) (Zeitgesetz). Auf Grund der im Volcker-Bericht der IIC dargelegten Feststellungen wurden auch in der Bundesrepublik Deutschland zahlreiche Ermittlungsverfahren gegen Verantwortliche der involvierten Unternehmen eingeleitet. Es kann nach diesen Erkenntnissen davon ausgegangen werden, dass ein nicht geringer Anteil der für Nahrung und Waren aufgewendeten Summen als Kick-Backs zweckentfremdet wurden, insbesondere da die beteiligten Unternehmen diese Aufschläge in ihrer Preiskalkulation regelmäßig berücksichtigten.
Es handelte sich bei solchen Zahlungen nicht um Bestechungsgelder bzw. „Schmiergelder“ im Sinne des Strafrechts, da es sich nicht um Zahlungen zur Erlangung einer unrechtmäßigen Diensthandlung eines Amtsträgers im Sinne der §§ 334 ff. StGB handelte und auch keine unlautere Bevorzugung durch einen Vertreter oder Angestellten des Vertragspartners im Sinne der Bestechlichkeit und Bestechung im geschäftlichen Verkehr (§ 299 Abs. 2 und 3 StGB). Die Zahlungen verblieben laut den Erkenntnissen der IIC nicht bei den mit der Abfertigung der Lieferungen oder der Auftragsvergabe betrauten Amtsträgern, sondern kamen direkt dem Haushalt der irakischen Regierung zugute. Die irakische Regierung wäre jedoch als „Geschäftsinhaber“ des die Aufträge vergebenden Handelspartners anzusehen und dieser kann nicht bestochen werden, da er vom Tatbestand der Bestechungsdelikte ausgenommen ist (vgl. auch Tröndle/Fischer zu § 299, RdNr. 11). Ausländische Amtsträger sind zwar gemäß Art. 2 § 1 des Gesetzes zur Bekämpfung internationaler Bestechung (IntBestG) den inländischen Amtsträgern im Sinne der §§ 334 ff. StGB gleichgestellt, jedoch handelten die irakischen Amtsträger auf Weisung der irakischen Regierung und somit ihres Dienstherren. Sie erfüllten also im Gegensatz zu korrupten Beamten, welche gegen die Weisung des Dienstherren handeln, ihre Dienstpflicht, indem sie der irakischen Regierung halfen in den Besitz von Geldmitteln zu gelangen. Eine Ahndung dieser Kick-Back-Zahlungen als Korruptionsdelikte nach deutschem Strafrecht ist somit nicht möglich.
Weltweit stehen oder standen ca. 2.000 Unternehmen im Verdacht diese Aufschläge gezahlt zu haben.

## Filme
- Denis Poncet, Rémy Burkel: Erdöl, Brot und Korruption. Frankreich, 2008, 90 Min. ARTE, F. Der Dokumentarfilm von Burkel und Poncet geht den Vorwürfen nach, die 2004 eine irakische Tageszeitung erhob, dass im Rahmen dieser Geschäfte des Programms für zahlreiche Personen und Unternehmen Schmiergelder geflossen seien (In der Summe nennen sie über 30 Mrd. US-$). Sie zeigen u. a. Beteiligte der Walker-Kommission in der UN-Untersuchung.
- Per Fly: Backstabbing for Beginners. Dänemark/Kanada 2017, 108 Min. Mit Theo James, Ben Kingsley, Jacqueline Bisset. Der Politthriller basiert auf den Memoiren von Michael Soussan, der in den 90er Jahren für die UN in dem Programm arbeitete und in einem Buch den Korruptionsskandal aufdeckte.